# Isabel Ostermann
Isabel Ostermann (* 6. Februar 1975 in Braunschweig) ist eine deutsche Opernregisseurin. Ab der Spielzeit 2017/2018 ist sie Operndirektorin am Staatstheater Braunschweig.

## Leben und Wirken
Isabel Ostermann studierte zunächst von 1994 bis 1995 Biologie und Medizin an der Universität Würzburg, um dann von 1995 bis 2001 Opernregie an der Hochschule für Musik „Hanns Eisler“ in Berlin unter anderem bei Ruth Berghaus, Gerd Rienäcker und Peter Konwitschny zu studieren.
Ihre bedeutendsten Regieassistenzen bei den Festspielen in Salzburg und Bayreuth, an der Oper Graz, am Königlichen Theater Kopenhagen sowie an den Donaueschinger Musiktagen:
- Fama (unter Christoph Marthaler)
- Parsifal (Christoph Schlingensief)
- Die Zauberflöte (Achim Freyer)
- Don Giovanni (Andreas Homoki)
- La Bohème (Peter Konwitschny)

Seit 2001 arbeitet Isabel Ostermann als freischaffende Regisseurin mit eigenen Inszenierungen in Berlin, Dortmund, Erfurt, München und Regensburg:
- Le nozze di Figaro
- Don Giovanni
- La Finta Giardiniera
- Otello
- Jakob Lenz
- Die Schule der Frauen
- Der Opernball
- La Cenerentola

Jährliche Gastauftritte beim Opernfestival auf Gut Immling in Halfing, Oberbayern, führen sie immer wieder in ihren langjährigen Aufenthaltsort, den Chiemgau zurück. Isabel Ostermann hat aus ihrer Ehe mit dem Opernsänger Franz Hawlata zwei Kinder und ist wohnhaft in Berlin.

## Auszeichnungen
Für ihre „Don Giovanni“-Inszenierung erhielt sie 2003 den Förderpreis der Deutschen Bank sowie 2002 die tz-Rose für „Le nozze di Figaro“. Isabel Ostermann war 2002 bis 2004 Stipendiatin der Akademie Musiktheater Heute und wurde mit dem Kulturpreis des Münchner Merkurs als Nachwuchskünstlerin des Jahres 2002 ausgezeichnet.